# Юлия Севера
Юлия Аквилия Севера (на латински: Iulia Aquilia Severa; от 220/221 г. – на латински: Iulia Aquilia Severa Augusta) e втора и четвърта съпруга на римския император Елагабал.

## Биография
Много малко се знае за живота на Аквилия Севера. Тя е дъщеря е на Квинт Аквилий Сабин, който вероятно в някакъв период е бил консул. Севера е весталка, но въпреки това Елагабал за възмущение на народа и свещениците, грубо нарушава закона и се жени за нея през 220 г. Императора изпраща писмо до Сената с молба нечестивото му прегрешение да бъде простено, като се оправдава, че е засегнат от мъжки недостатък – непреодолима страст към девицата.
Вероятно причината Елагабал да избере весталка за своя втора съпруга има и божествена асоциация. Елагабал вероятно е вярвал, че от брака между първосвещеник на бог Хелиогабал и жрица на Веста ще се роди божествено дете. По времето на сватбата му с Аквилия, се провежда и паралелна церемония, в която неговия бог Хелиоагабал се жени за богинята Веста. Въпреки надеждите на императора, от този брак не се ражда дете.
Аквилия Севера е описвана като една от най-красивите жени в Рим, но Елагабал по настояване на баба си скоро я изоставя и се жени за благородничката Ания Фаустина. След няколко месеца на брак Елагабал се развежда с Фаустина и се връща обратно при Аквилия Севера, като се жени за нея за втори път през 221 г.
Този негов четвърти брак трае до преждевременната му смърт на 11 март 222 г. Не е известно какво се е случило с Аквилия Севера, след убийството на Елагабал. Вероятно умира малко след него: весталки, които нарушават клетвите си за безбрачие и целомъдрие, били наказвани като са зазиждани или погребвани живи. Знае се, че името ѝ, заедно с това на Елагабал е било проклето навеки и изличено от надписите („Damnatio memoriae“). Според Касий заради сватбата си, която погазва законите и оскверняването на весталка, Елагабал е трябвало да бъде публично бичуван на форумът, хвърлен в затвора, а след това убит.

## Галерия
- Бронзова статуя на Аквилия Севера в Националният археологически музей в Атина
- Сестерция на Аквилия Севера и богинята Конкордия на обратната страна
- Денарий на Аквилия Севера и богинята Конкордия на обратната страна

## Забележки
1. ↑  Касий нарича Елагабал – фалшивият Антонин

### Цитирана литература

#### Класически автори
- Касий, Дион. „Римска история“ //  Книга 80.   Loeb Classical Library, 1927. (на английски)
- Херодиан. „История на Римската империя от смъртта на Марк Аврелий“ //  Книга 5.   Livius, 2020. (на английски)

#### Модерни автори
- Лендеринг, Йона. Damnatio Memoriae //   Livius, 2020. (на английски)
- Vagi, David L. Coinage and History of the Roman Empire, C. 82 B.C.--A.D. 480: History //  . Т. 1.   Taylor & Francis, 2000. ISBN 9781579583163. (на английски)
- Smyth, William Henry. Descriptive Catalogue of a Cabinet of Roman Imperial Large-brass Medals //   Webb, 1834. (на английски)
- Meckler, Michael L. Elagabalus (218 – 222 A.D.) //   An Online Encyclopedia of Roman Emperors, 1997. (на английски)
- Hobler, Francis. Records of Roman History: From Cnæus Pompeius to Tiberius Constantinus, as Exhibited on the Roman Coins //  . Т. 2.   J.B. Nichols and sons, 1860. (на английски)
- Eckstein, Arthur M. Polybius, the Gallic Crisis, and the Ebro Treaty //  Classical Philology 107 (3).   2012. DOI:10.1086/665622. 0009-837X. (на английски)